# Leiria (stad)
Leiria is een stad en gemeente in het Portugese district Leiria.
De gemeente heeft een totale oppervlakte van 568 km² en telde 119.847 inwoners in 2001.

## Geschiedenis
De naam van de stad tijdens de Romeinse tijd was Collippo. Er is weinig bekend over de tijd van de Visigoten, maar tijdens de periode (8ste-12de eeuw) van de moslims van Al-Andalus was het een dorp met een garnizoen. De plaats werd door de eerste koning van Portugal, Alfons I van Portugal in 1135, tijdens de zogenaamde Reconquista veroverd. Leiria werd kortstondig door de moslims bezet in 1137 en in 1140. In 1142 heroverde Alfons I van Portugal Leiria. In 1190 wisten de Almohaden uit Marokko Leiria te heroveren, maar ook dit was van korte duur.

## Sport
Tijdens het EK voetbal 2004 werden in Leiria twee wedstrijden gespeeld in het stadion van União de Leiria.

## Bezienswaardigheden
- Het kasteel Castelo de Leiria in 1135 gebouwd in opdracht van Alfons I van Portugal op de fundamenten van een moslim citadel.

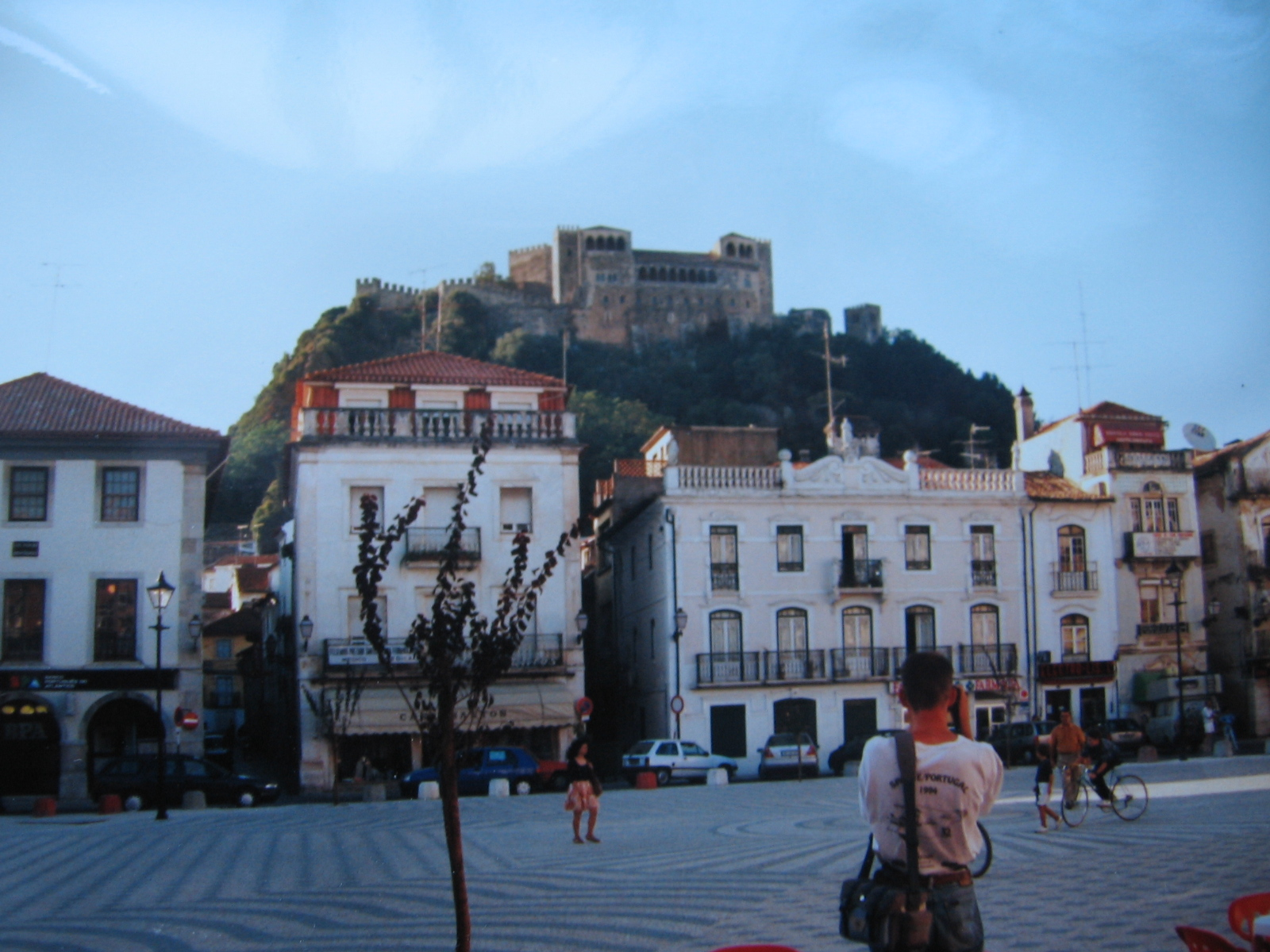
Het kasteel gezien vanaf het plein
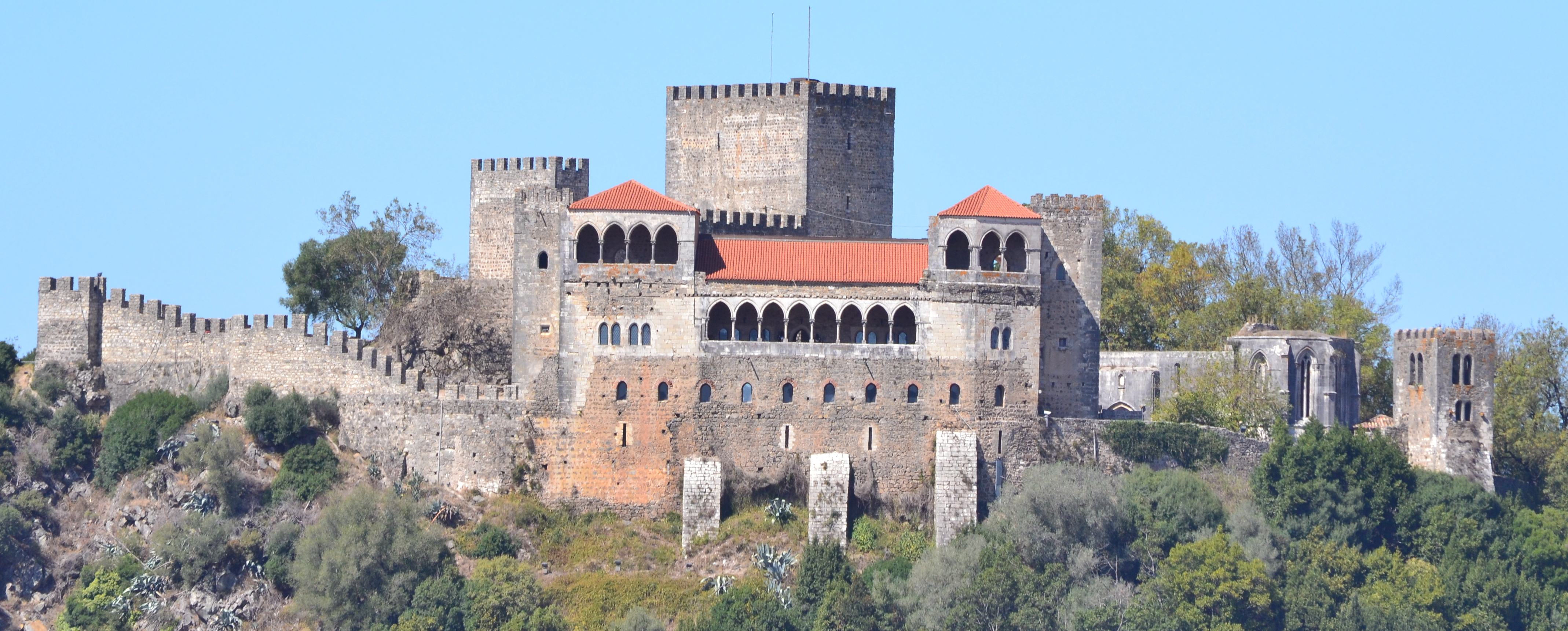
Het kasteel Castelo de Leiria

## Plaatsen
| - Amor - Arrabal - Azoia - Bajouca - Barosa - Barreira - Bidoeira de Cima - Boa Vista - Caranguejeira - Carreira - Carvide - Chainça - Coimbrão - Colmeias - Cortes | - Leiria - Maceira - Marrazes - Memória - Milagres - Monte Real - Monte Redondo - Ortigosa - Parceiros - Pousos - Regueira de Pontes - Santa Catarina da Serra - Santa Eufémia - Souto da Carpalhosa |

## Bekende inwoners van Leiria

### Geboren
- António Cardoso e Cunha (1933-2021), politicus
- António Nobre (1988), voetbalscheidsrechter
- Rui Patrício (1988), voetballer

### Overleden
- António Garrido (1932-2014), voetbalscheidsrechter